# De beer op sokken
De beer op sokken is het 240e stripverhaal van Jommeke. De reeks wordt getekend door striptekenaar Jef Nys. Het album verscheen op 21 november 2007.

## Personages
In dit verhaal spelen de volgende personages mee:
- Jommeke, Flip, Filiberke, Pekkie, Professor Gobelijn.

## Verhaal
Professor Gobelijn, Jommeke en Filiberke vliegen met de vliegende bol boven Alaska. Plots krijgt het gezelschap motorpech en er moet een noodlanding gemaakt worden in het ruwe, koude landschap, ver weg van de bewoonde wereld. Onze vrienden gaan op zoek naar hulp. Het zit hen niet mee als eerst Flip tegen een tak botst en zijn vleugel breekt en even later Filiberke uitglijdt in de sneeuw, een kloof inrolt en enkele meter diep valt. Gelukkig komt hij zacht terecht... op de buik van een grote beer. Een beer met sokken aan! Die heeft ook nog een hoedje op en een grote strik om de nek.
Het dier is blijkbaar weggelopen uit een circus. Uiteindelijk kunnen ze terug naar huis en brengen de beer terug naar het baasje. Eind goed, al goed? Fout! Want de beer wordt weer ontvoerd. En dan volgt een spannende achtervolging om de 'beer op sokken' terug te vinden.